# ماكسيم دو كوتو
ماكسيم دو كوتو (بالفرنسية: Maxime Do Couto Teixeira) هو لاعب كرة قدم فرنسي في مركز الهجوم، ولد في 13 ديسمبر 1996 في نويي-سور-سين في فرنسا. شارك مع منتخب فرنسا تحت 19 سنة لكرة القدم. أما مع النوادي، فقد لعب مع أولمبيك دونيتسك ونادي تور.

## وصلات خارجية
- ماكسيم دو كوتو على موقع اتحاد أوكرانيا (الإنجليزية)
- ماكسيم دو كوتو على موقع رابطة كرة القدم الفرنسية للمحترفين (الإنجليزية)
- ماكسيم دو كوتو على موقع قاعدة بيانات كرة القدم.إي يو (الإنجليزية)
- ماكسيم دو كوتو على موقع ليكيب (الفرنسية)
- ماكسيم دو كوتو على موقع Soccerway.com (الإنجليزية)
- ماكسيم دو كوتو على موقع عالم كرة القدم.نت (الإنجليزية)